# Feuerlöschteich Balkenkamp

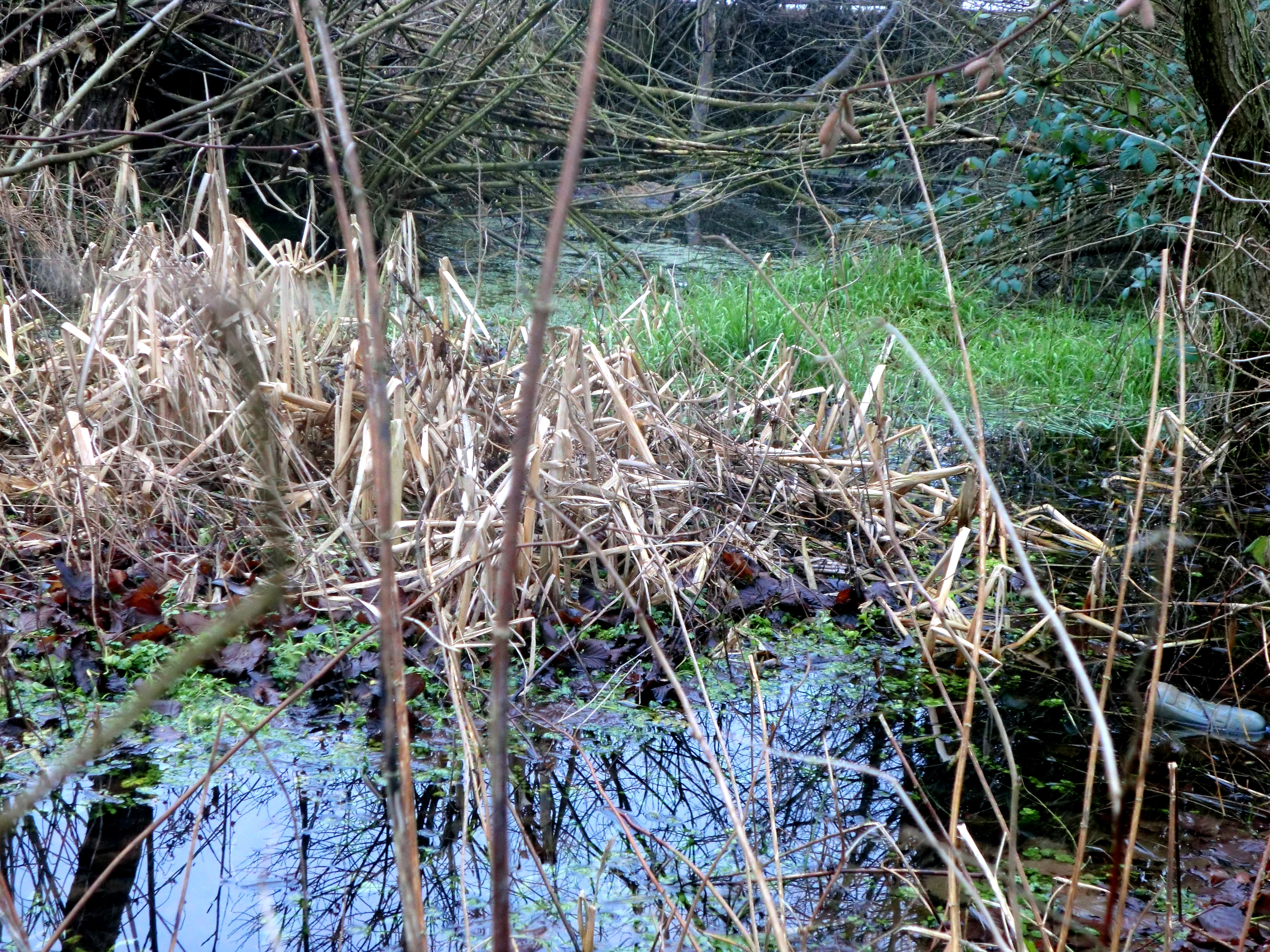
Der südliche Bereich des Teiches: Offene Wasserflächen wechseln mit verlandeten, schilfbewachsenen Bereichen

Der Feuerlöschteich Balkenkamp (Kurzform für Feuerlöschteich auf dem Balkenkamp, ugs. auch einfach Feuerlöschteich) ist ein kleines Stillgewässer auf dem Höhenzug der Egge, einem Nebenhöhenzug des Wiehengebirges. Er liegt im nördlichen Teil von Börninghausen, einem Stadtteil der Stadt Preußisch Oldendorf im Kreis Minden-Lübbecke auf 156 Metern ü. NN, damit auf dem Kamm des genannten Höhenzuges in unmittelbarer Nähe zur Wasserscheide zwischen den Einzugsgebieten des Mühlbaches, des Großen Dieckflusses und des Landwehrbachs. Der Teich liegt unmittelbar nördlich der Burgstraße, die von der Siedlung Balkenkamp zum Limberg mit der Burgruine hinaufführt.
Bei dem Gewässer handelt es sich um ein Naturdenkmal, und zwar nach der Naturdenkmalverordnung des Bezirksregierung Detmold für genannten Landkreis um ein so genanntes Geologisches Objekt. mit der laufenden Nummer A.9.20. Die Beschilderung am Gewässer weist den Feuerlöschteich hingegen als Flächenhaftes Naturdenkmal aus. Der Feuerlöschteich ist umfriedet, ist aber von der Burgstraße her zugänglich und zeigt erkennbare Anzeichen zunehmender Verlandung. Von Norden erschwert starker Baumbewuchs den Zugang.

## Nutzung
Der Feuerlöschteich unterliegt heute keiner wirtschaftlichen Nutzung. Die, zumindest der Namensgebung nach, ehemalige Bedeutung als Wasserreserve für die Brandbekämpfung hat er nicht mehr.

## Sonstiges

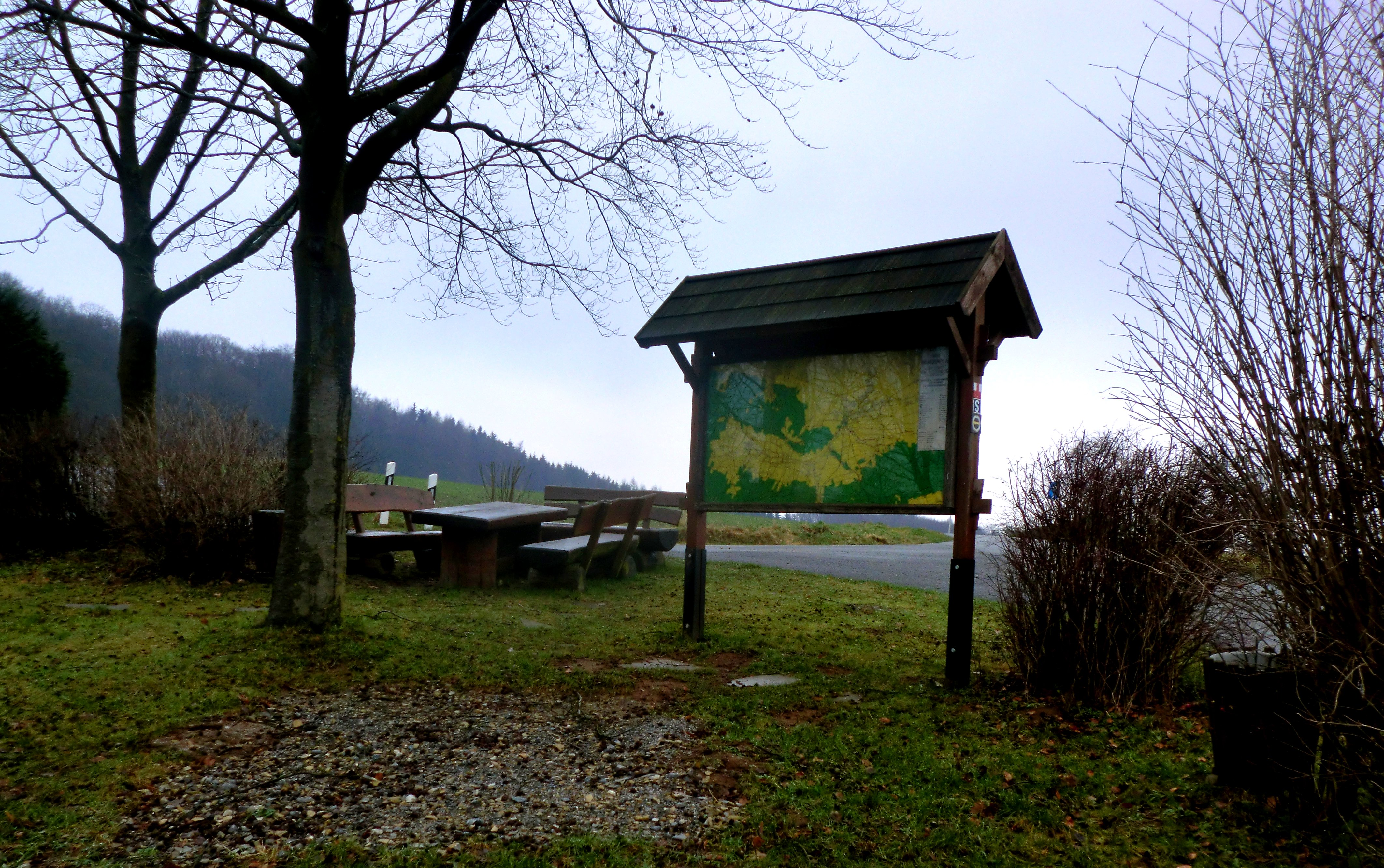
Beschriebene Verkehrsinsel mit Sitzgruppe

Etwa 40 Meter westlich des Teiches gibt es eine Sitzgruppe, die für 8 bis 10 Wanderleute Platz zur Rast bietet. Rund 100 Meter nördlich des Gewässers liegt der Hof Knollmann.